# Silke Pielen
Silke Pielen, née le 29 août 1955 à Nordhorn, est une ancienne nageuse allemande ayant représenté l'Allemagne de l'Ouest. Spécialiste du dos, elle est médaillée de bronze en relais aux Jeux de 1972.

## Carrière
Représentant l'Allemagne de l'Ouest aux Jeux olympiques d'été de 1972, Silke Pielen est médaillée de bronze sur le 4 x 100 m 4 nages avec Vreni Eberle, Gudrun Beckmann et Heidemarie Reineck.

## Palmarès
| Date | Compétition     | Lieu   | Place | Course            |
| ---- | --------------- | ------ | ----- | ----------------- |
| 1972 | Jeux olympiques | Munich | 8e    | 100 m dos         |
| 1972 | Jeux olympiques | Munich | 3e    | 4 x 100 m 4 nages |